# Hechtia epigyna
Espèce
Classification phylogénétique
Hechtia epigyna est une espèce de plantes de la famille des Bromeliaceae, endémique du Mexique.